# Cyganka (powiat miński)
Cyganka – wieś sołeckaw Polsce położona w województwie mazowieckim, w powiecie mińskim, w gminie Dębe Wielkie.
| SIMC    | Nazwa           | Rodzaj    |
| ------- | --------------- | --------- |
| 0670002 | Pod Choszczówką | część wsi |
| 0670019 | Pod Górą        | część wsi |
| 0670025 | Pod Górzanką    | część wsi |
| 0670031 | Podporęby       | część wsi |
| 0670048 | Podrysie        | część wsi |

Na terenie miejscowości znajduje się szkoła podstawowa im. Tadeusza Kościuszki.
Wieś królewska położona była w drugiej połowie XVI wieku w powiecie garwolińskim  ziemi czerskiej województwa mazowieckiego. W latach 1975–1998 miejscowość administracyjnie należała do województwa siedleckiego.
Spis powszechny w 2011 ustalił populację wsi na 503 osoby. Według danych przedstawionych przez władze gminne w 2020 było ich 572.
Wierni Kościoła rzymskokatolickiego należą do parafii Miłosierdzia Bożego w Żukowie.